# وارورورت
وارورورت (به آلمانی: Warwerort) یک شهر در آلمان است که در Büsum-Wesselburen واقع شده‌است. وارورورت ۳۰۳ نفر جمعیت دارد.